# ولاد حنون (قصيبية)
ولاد حنون هي إحدى مشيخات المملكة المغربية، تتبع جغرافيا لإقليم سيدي سليمان وإداريًا لقصيبية. يقدر عدد سكانها بـ 6548 نسمة حسب الإحصاء الرسمي للسكان والسكنى لسنة 2004.